# Terpsichore attenuatissima
Terpsichore attenuatissima är en stensöteväxtart som först beskrevs av Edwin Bingham Copeland, och fick sitt nu gällande namn av Alan Reid Smith. Terpsichore attenuatissima ingår i släktet Terpsichore och familjen Polypodiaceae. Inga underarter finns listade.